# Promptuarii Iconum Insigniorum
Prima [resp. Secunda] pars promptuarii iconum insigniorum à seculo hominum, subiectis eorum vitis, per compendium ex probatissimis autoribus desumptis, kortweg Promptuarium iconum insigniorum (Magazijn van portretten van beroemde personen), is een boek met houtsnedes van portretten, uitgegeven door Guillaume Rouillé. Het werk werd in 1553 gepubliceerd in Lyon, Frankrijk.

## Inhoud
Het werk bestaat uit twee delen en bevat 950 portretten van belangrijke personen in de geschiedenis, vormgegeven als geldmunten. Met name veel personen uit de Engelse geschiedenis en de bijbel komen aan bod. Elk portret is voorzien van een beknopte biografie in het Latijn.
In het voorwoord beveelt de uitgever zijn werk aan, door op het nut ervan te wijzen. Het boek is chronologisch opgebouwd; het eerste deel begint met het eerste mensenpaar, Adam en Eva, en eindigt met Varus. Het tweede deel begint met Jezus Christus en eindigt met Hendrik II van Frankrijk (1519-1559).

Selectie van de portretten
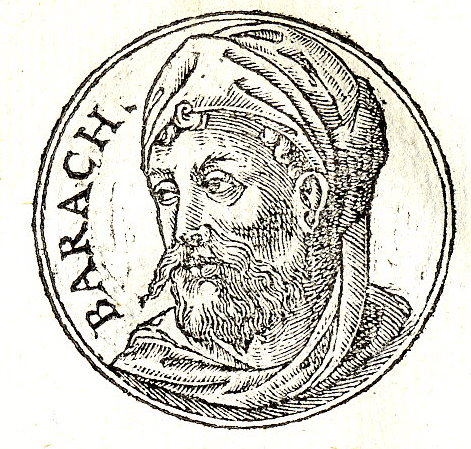
Rechter Barak
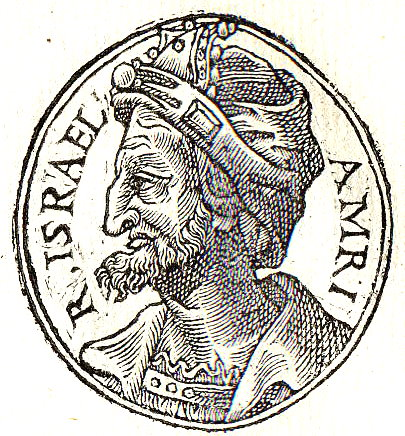
Omri, koning van Israël
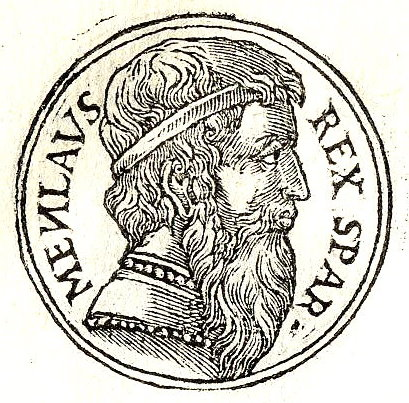
Menelaos
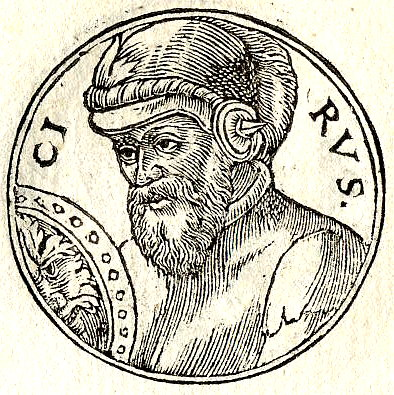
Cyrus II, koning van het Perzische Rijk
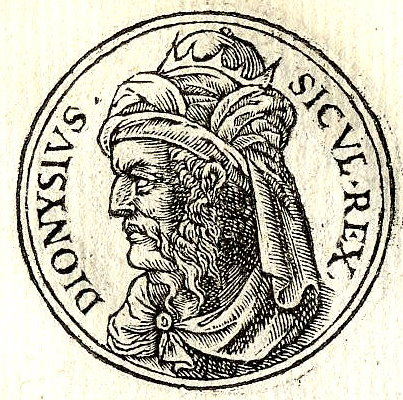
Dionysios I van Syracuse
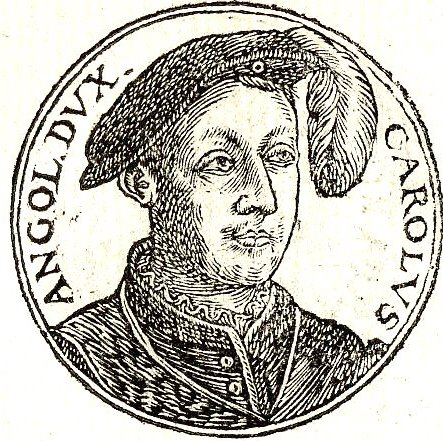
Charles II, Hertog van Orléans